# 이혁동
이혁동(1968년 12월 7일 ~ )은 대한민국의 앵커이다. 대륜고등학교와 경북대학교 사회학과 대학원을 졸업하였다. 1995년도에 TBC 공채1기 기자 입사했다. 현재는 TBC8뉴스 진행을 맡고있다.